# Dark Matters (The Rasmus)
Dark Matters è il nono album in studio del gruppo musicale finlandese The Rasmus, pubblicato il 6 ottobre 2017 dalla Playground Music Scandinavia.
Il disco è stato l'ultimo inciso dal gruppo insieme allo storico chitarrista Pauli Rantasalmi, che ha abbandonato la formazione nel gennaio 2022.

## Tracce
Testi e musiche di Lauri Ylönen, Pauli Rantasalmi, Joy Deb, Linnea Deb e Anton Hård, eccetto dove indicato.
1. Paradise – 4:13 – 3:29 nell'edizione digitale
2. Something in the Dark – 3:30 (Lauri Ylönen, Pauli Rantasalmi, Ryan Marshall)
3. Wonderman – 3:23 (Lauri Ylönen, Pauli Rantasalmi, Carl Restivo)
4. Nothing – 3:42
5. Empire – 3:32
6. Crystalline – 3:14
7. Black Days – 3:36 (Lauri Ylönen, Joy Deb, Linnea Deb, Anton Hård)
8. Silver Night – 3:34
9. Delirium – 3:22
10. Dragons into Dreams – 3:33 (Lauri Ylönen, Pauli Rantasalmi, Robin Lerner)

Traccia bonus nell'edizione limitata
1. Supernova – 3:23 (Lauri Ylönen, Joy Deb, Linnea Deb, Anton Hård)

Traccia bonus nell'edizione giapponese
1. Drum – 3:17

Tracce bonus nell'edizione di iTunes
1. Teardrops – 3:15 (Lauri Ylönen, Pauli Rantasalmi, Richard Archer)
2. Supernova – 3:20 (Lauri Ylönen, Joy Deb, Linnea Deb, Anton Hård)

## Formazione
Gruppo
- Lauri Ylönen – voce
- Pauli Rantasalmi – chitarra
- Eero Heinonen – basso
- Aki Hakala – batteria

Altri musicisti
- The Family – programmazione
- Jonas W. Karlsson – programmazione aggiuntiva (traccia 3)

Produzione
- The Family – produzione (eccetto traccia 3), missaggio
- Anders Hvenare – missaggio
- Anders Pantzer – assistenza tecnica
- Staffen Birkedal – assistenza tecnica
- Claes Persson – mastering
- Nino Laurenne – produzione e registrazione (traccia 3)
- The Rasmus – produzione (traccia 3)

## Classifiche
| Classifica (2017) | Posizione massima |
| ----------------- | ----------------- |
| Austria           | 47                |
| Finlandia         | 7                 |
| Germania          | 61                |
| Svizzera          | 52                |